# جلفان (شهرستانة)
جلفان (بالفارسية: جلفان) هي قرية تقع في إيران في قسم شهرستانة الريفي. يقدر عدد سكانها بـ 445 نسمة بحسب إحصاء 2016.